# دوريس إف. فيشر
دوريس إف. فيشر (بالإنجليزية: Doris F. Fisher)‏ هي سيدة أعمال أمريكية، ولدت في 1932.

## وصلات خارجية
- دوريس إف. فيشر على موقع إن إن دي بي (الإنجليزية)